# Musée de la Vraie Fraternité
Le musée de la Vraie Fraternité est un musée de l'île de La Réunion, département d'outre-mer français dans le sud-ouest de l'océan Indien. Situé au 28, boulevard de la Providence, à Saint-Denis, il est tenu par des sœurs catholiques. Il retrace la vie et l'œuvre d'Aimée Pignolet de Fresnes, fondatrice de la congrégation des Filles de Marie.